# Phare de Stonglandseidet
Le phare de Stonglandseidet (en norvégien : Stonglandseidet fyr) est un  feu côtier situé sur l'isthme de Stonglandseidet  dans la commune de Tranøy, dans le comté de Troms (Norvège).

## Histoire
Cette lumière est érigée sur un affleurement rocheux de l'isthme de Stonglandseidet qui est relié à l'île de Senja. Automatisée, elle n'est accessible qu'en bateau.

## Description
Le phare  est un cairn de pierre surmonté d'une  petite galerie et d'une lanterne  de 7 mètres de haut, avec une galerie et une lanterne octogonale. La lanterne est blanche avec un dôme rouge. Son feu isophase  émet, à une hauteur focale de 6 mètres, un long éclat (blanc, rouge et vert selon différents secteurs) toutes les 6 secondes. Sa portée nominale est de 7 milles nautiques (environ 13 km) pour le feu blanc, 4 pour le feu rouge et 5 pour le feu vert. 
Identifiant : NF-8385 - Amirauté : L3392 - NGA : 12796 .

## Caractéristique dufeu maritime
Fréquence : 6 secondes (WRG)
- Lumière : 3 secondes
- Obscurité : 3 secondes

### Lien connexe
- Liste des phares de Norvège